# Principauté de Khuttal
début du VIIe siècle – 750
Entités précédentes :
- Empire hephtalite

Entités suivantes :
- Califat abbasside

La principauté de Khuttal, aussi orthographiée Khatlan ou Khotlan, contrôle la région de Khuttal (en) du début du VIIe siècle à 750. Elle est dirigée par une dynastie iranienne, dont les membres sont appelés Khuttalan Shah (« roi de Khuttal », Khuttalan Khudah (« seigneur de Khuttal ») et Shir-i Khutallan (« lion de Khuttal »). La capitale de la principauté et résidence de ses dirigeants est Hulbuk, près de la ville de Kulob. Les « sites du patrimoine culturel du Khuttal ancien » sont inscrits sur la liste du patrimoine mondial en 2025 par l'UNESCO.

## Histoire
Khuttal, comme d'autres principautés voisines, était originellement sous domination de l'empire hephtalite. Son affaiblissement permet aux dynasties locales, comme à Khuttal ou Chaghaniyan, d'affirmer leur indépendance. Vers 676, Sa'id ibn 'Uthman, gouverneur omeyyade du Khorassan, parvient à faire reconnaître l'autorité musulmane à la principauté de Khuttal, bien que ceci ne se traduise pas par un contrôle effectif de la principauté par les Arabes. Vers 699, un prétendant, cousin paternel du roi de Khuttal (ce dernier est connu dans les sources arabes sous le nom al-Sabal), trouve refuge auprès du général arabe al-Muhallab ibn Abi Suffrah et l'invite à envahir la principauté. Ce dernier accepte, confiant au prétendant le commandement d'une armée pour envahir la région et envoyant également son fils Yazid ben al-Muhallab à la tête d'une seconde armée ; l'expedition se solde cependant par un échec.
Peu avant sa mort, al-Sabal nomme un noble de Khuttal, connu dans les sources arabes sous le nom d'Ibn al-Sa'iji, comme régent de la principauté jusqu'à ce que son fils, al-Hanash dans les sources arabes ou Lo-kin-tsie dans les sources chinoises, rentre de Chine où il a fui. Ibn al-Sa'iji est mentionné dans son soutien et son alliance avec al-Harith ibn Surayj (en) lors de la rébellion qu'il mène au Khorassan, mais les deux hommes se brouillent, conduisant Harith à se retirer avec ses partisans au Tokharistan. Après avoir vaincu Harith, Asad ibn Abdallah al-Qasri (en), le gouverneur du Khorassan, mène en 737 une expédition punitive contre Khuttal, poussant Ibn al-Sa'iji à requérir l'aide des Türgesh. Le khagan Suluk (en), à la tête d'une armée de 50 000 hommes, attaque Asad et lui inflige d'abord une lourde défaite (en), avant de s'incliner au cours d'une bataille (en), où il échappe de justesse à la capture. De retour dans ses terres au nord, il est assassiné par ses rivaux, ce qui entraîne une guerre civile mettant fin au pouvoir régional des Türgesh,.
En 750, le califat omeyyade disparait au profit du califat abbasside. Le général abbasside Abu Muslim al-Khurasani envoie alors le gouverneur de Balkh, Abu Dawud Khalid ibn Ibrahim, envahir la région et la placer sous l'autorité directe des Abbassides. Lorsqu'Abu Dawud envahit Khuttal, son dirigeant, connu dans les sources arabes sous le nom Hanash ibn al-Subul ou Hubaysh ibn al-Shibl, ne cherche pas à s'opposer à l'invasion. Cependant, ses dehqans le retiennent prisonnier et le transportent dans une forteresse, qu'Abu Dawud parvient à les faire quitter. Hanash se réfugie alors à la cour turque puis chinoise, tandis qu'Abu Dawud renforce la domination abbasside sur Khuttal, marquant la fin de la principauté,,.